# Lubicz (gromada w powiecie gryfińskim)
Lubicz – dawna gromada, czyli najmniejsza jednostka podziału terytorialnego Polskiej Rzeczypospolitej Ludowej w latach 1954–1972.
Gromady, z gromadzkimi radami narodowymi (GRN) jako organami władzy najniższego stopnia na wsi, funkcjonowały od reformy reorganizującej administrację wiejską przeprowadzonej jesienią 1954 do momentu ich zniesienia z dniem 1 stycznia 1973, tym samym wypierając organizację gminną w latach 1954–1972.
Gromadę Lubicz z siedzibą GRN w Lubiczu utworzono – jako jedną z 8759 gromad na obszarze Polski – w powiecie gryfińskim w woj. szczecińskim na mocy uchwały nr V/44/54 WRN w Szczecinie z dnia 5 października 1954. W skład jednostki wszedł obszar dotychczasowej gromady Lubicz wraz z miejscowościami Reptówko i Czarnówko z dotychczasowej gromady Pacholęta ze zniesionej gminy Widuchowa oraz obszar dotychczasowej gromady Babinek (bez miejscowości Zaborze) ze zniesionej gminy Borzym w tymże powiecie. Dla gromady ustalono 11 członków gromadzkiej rady narodowej.
31 grudnia 1959 z gromady Lubicz wyłączono miejscowości Babinek, Białostroń, Kośliny i Zaborzyn, włączając je do gromady Lubanowo w tymże powiecie, po czym gromadę Lubicz zniesiono, włączając jej (pozostały) obszar do gromady Widuchowa w tymże powiecie.